# كيني روبنسون
كيني روبنسون هو ممثل كندي، ولد في 1957 في كندا.

## وصلات خارجية
- كيني روبنسون على موقع IMDb (الإنجليزية)
- كيني روبنسون على موقع قاعدة بيانات الفيلم (الإنجليزية)